# Арто, Дезире
Маргарита-Жозефина-Дезире Монтанье Арто́ (фр. Marguerite-Joséphine-Désirée Montagney Artôt; 11 июня 1835, бывший 8-й округ Парижа — 3 апреля 1907[…], Берлин[…]) — оперная певица; племянница бельгийского скрипача и композитора Жозефа Арто.

## Биография
Дезире Арто родилась 21 июля 1835 года Париже в семье профессора Брюссельской консерватории.
С детства занималась пением. Дезире обладала прекрасным голосом, позволявшим ей впоследствии исполнять партии меццо-сопрано, драматического и лирико-колоратурного сопрано.
В 1855—1857 годах юная певица училась пению у французского тенора Морис-Пьера Одрана и известнейшей певицы своего времени Полины Виардо-Гарсиа. В 1858 году состоялся дебют Дезире Арто на сцене парижской Гранд-Опера в опере «Пророк» Мейербера. Прекрасные вокальные данные, а также драматический талант принесли певице заслуженную славу. Вскоре она добилась положения примадонны в Парижской Опере.
Талантливая певица выступала с концертами во многих странах мира.
В 1868 году Арто, будучи уже известной европейской певицей, впервые посетила Российскую империю. В Москве она блеснула в итальянской оперной антрепризе Морелли. Пётр Ильич Чайковский, вдохновлённый мастерством певицы, посвятил Дезире Арто несколько романсов для голоса и фортепиано.
В своих критических статьях Чайковский называл Арто великой и гениальной актрисой.
Чайковский сохранил дружеские чувства к артистке. Спустя двадцать лет после расставания, по просьбе Арто, он создал шесть романсов на стихи французских поэтов.
Впоследствии Арто вышла замуж за испанского певца-баритона Мариано Падилья-и-Рамоса. Они начали совместные выступления. В 1870-е годы вместе с мужем Дезире Арто пела в опере в Италии, а также в других европейских странах. Её слава виртуозной оперной певицы с годами всё росла.
С 1884 года Арто вместе с мужем жила в Берлине. В 1889 году они переехали в Париж. В 1899 году певица оставила сцену и занялась преподаванием. Одной из самых известных её учениц была Сигрид Арнольдсон. Также у неё училась Вальборг Вербек-Свардстрём.

## Партии
- «Пророк», Мейербер — Фидес
- «Севильский цирюльник», Россини — Розина
- «Риголетто», Верди — Джильда
- «Дон Жуан», Моцарт — Донна Анна
- «Фауст», Гуно — Маргарита